# معهد ملبورن الملكي للتكنولوجيا
معهد ملبورن الملكي للتكنولوجيا هو معهد للتعليم العالي في مدينة ملبورن فيكتوريا، أستراليا. تأسس عام 1960م كمعهد تقني للدبلومات التقنية. في عام 1992 أصبح أحد المعاهد التقنية التي تقدم برامج الماجستير والدكتوراه في مختلف التخصصات.
صنفت في المرتبة الرابعة كجامعة تضم أكبر عدد من الطلاب الأجانب.

## إنظر أيضاً
- جامعة سوينبرن التقنية

## وصلات خارجية
- (بالإنجليزية) الموقع الرسمي